# VCTMS
VCTMS is een Amerikaanse metalcoreband afkomstig uit Streamwood, Illinois.

## Personele bezetting[1]
Huidige leden
- John Matalone - vocals
- Meredith Henderson - drums, vocals
- Ryan Walter - gitaar

Voormalige leden
- Anthony Williams - gitaar
- Abraham Regalado - gitaar

## Discografie
Albums
- 2014 - Sickness Vol. 1
- 2017 - Vol. II Inside the Mind
- 2018 - Vol. III Halfway Happy
- 2021 - Vol. IV Numb the Ache
- 2023 - Vol.V The Hurt Collection

Ep's
- 2020 - Misery in Death (split-ep met Falsifier)
- 2024 -   pain processing